# Hans Herrmann (Autor)
Hans Herrmann (* 29. März 1963 in Burgdorf BE, Schweiz) ist ein Schweizer Journalist, Schriftsteller und Theaterautor. Er lebt und arbeitet in Burgdorf und Bern.

## Leben
Hans Herrmann studierte Theologie in Bern. Seit 1987 ist er journalistisch und literarisch tätig. Während 15 Jahren arbeitete er als Redakteur bei der Berner Zeitung, seit 2013 leitet er die Redaktion Bern der Monatszeitung reformiert.  Hans Herrmann ist Mitglied des Berner Schriftstellerinnen und Schriftsteller Vereins.

## Werke (Auswahl)
- Der Untermieter. Novelle. Klaus Bielefeld Verlag, Friedland 1999.
- Im Garten der Hesperiden. Roman. Atlantis Verlag, Stolberg 2008.
- Spukgeschichten aus dem Emmental. Landverlag, Trubschachen 2009.
- Albdrücken. Roman. Landverlag, Langnau 2011.
- Der Chüscheler, aus dem Leben des Emmentaler Handauflegers Walter Wiedmer. Landverlag, Langnau 2012.
- Blutsbande. Regionalkrimi. Haller und Jenzer, Burgdorf 2016.
- Drachenjagd. Mythologisches Schauspiel. Burgdorf 2004.
- Die Franzosenkrankheit. Schauspiel. Burgdorf 2008.
- Fäustchen, eine Faust-Parodie. Schauspiel. Burgdorf 2015.